# لورا وودورد
لورا وودورد (بالإنجليزية: Laura Woodward)‏ هي رسامة أمريكية، ولدت في 18 مارس 1834 في مونت هوب في الولايات المتحدة، وتوفيت في 1926.